# サブレット・カウンティ (戦車揚陸艦)
サブレット・カウンティ (USS Sublette County, LST-1144) は、アメリカ海軍の戦車揚陸艦。LST-542級戦車揚陸艦の1隻。艦名はワイオミング州のサブレット郡に因む。

## 艦歴
LST-1144は1945年2月3日にイリノイ州セネカのシカゴ・ブリッジ・アンド・アイアン・カンパニーで起工した。1945年5月2日にイヴリン・B・アダムズ夫人によって進水し、5月28日に艦長T・R・ホプキンス予備役大尉の指揮下就役した。
LST-1144はニューオーリンズで物資を積み込み、3日後アラバマ州モービルに向かった。6月7日にテキサス州ガルベストンに向けて出航した。6月10日から20日までガルベストン湾で整調巡航を行い、ニューオーリンズで5日間整備を行った後、モービルで乾ドック入りした。調整が完了しLST-1144は7月4日に出航、他の戦車揚陸艦3隻と共にハワイに向かった。
LST-1144は7月12日にパナマ運河を通過し、8月1日にオアフ島のカネオヘ湾に到着した。終戦時も同地に停泊し、その後ニューオーリンズへの帰還を命じられ、8月23日に貨物を搭載して出航した。パナマ運河を9月14日に通過し、9月20日にモービルに到着、貨物を下ろした後翌週ニューオーリンズへ移動した。
LST-1144は10月13日にニューオリンズを出航し、ミシシッピ川を遡上してカイロに向かい、そこでの海軍記念日の祝賀式典に参加した。11月4日にニューオーリンズへ戻り、翌週モービルに移動、乾ドック入りした。11日にはバージニア州リトルクリークに向かい、23日に到着、同地でノーフォークの大西洋艦隊に配属される。1954年8月まで同地で訓練及び輸送任務に従事し、その後1955年2月11日に予備役となる。1955年7月1日、LST-1144はサブレット・カウンティと命名された。
サブレット・カウンティは1960年6月1日に海軍から除籍された。1961年1月再び就役し、中華民国への転籍に備えてオーバーホールが行われた。サブレット・カウンティは1961年9月に中華民国に移管され、中業 (LST-1144) と命名された。

## 参照
- この記事はアメリカ合衆国政府の著作物であるDictionary of American Naval Fighting Shipsに由来する文章を含んでいます。 記事はここで閲覧できます。
- “LST-1144 / LST-1144 Sublette County”. Amphibious Photo Archive. 2013年4月5日閲覧。